# Klismafilija
Klismafilija je parafilija u kojoj se seksualno zadovoljstvo postiže izvođenjem klistira. Prakticiranje klismafilije neki seksolozi smatraju oblikom analne masturbacije. Izraz je godine 1973. prva upotrijebila dr. Joanne Denko.  

## Vanjske poveznice
- Agnew J. Klismaphilia--a physiological perspective. Am J Psychother. 1982 Oct;36(4):554-66.